# بلوزة تلمسانية

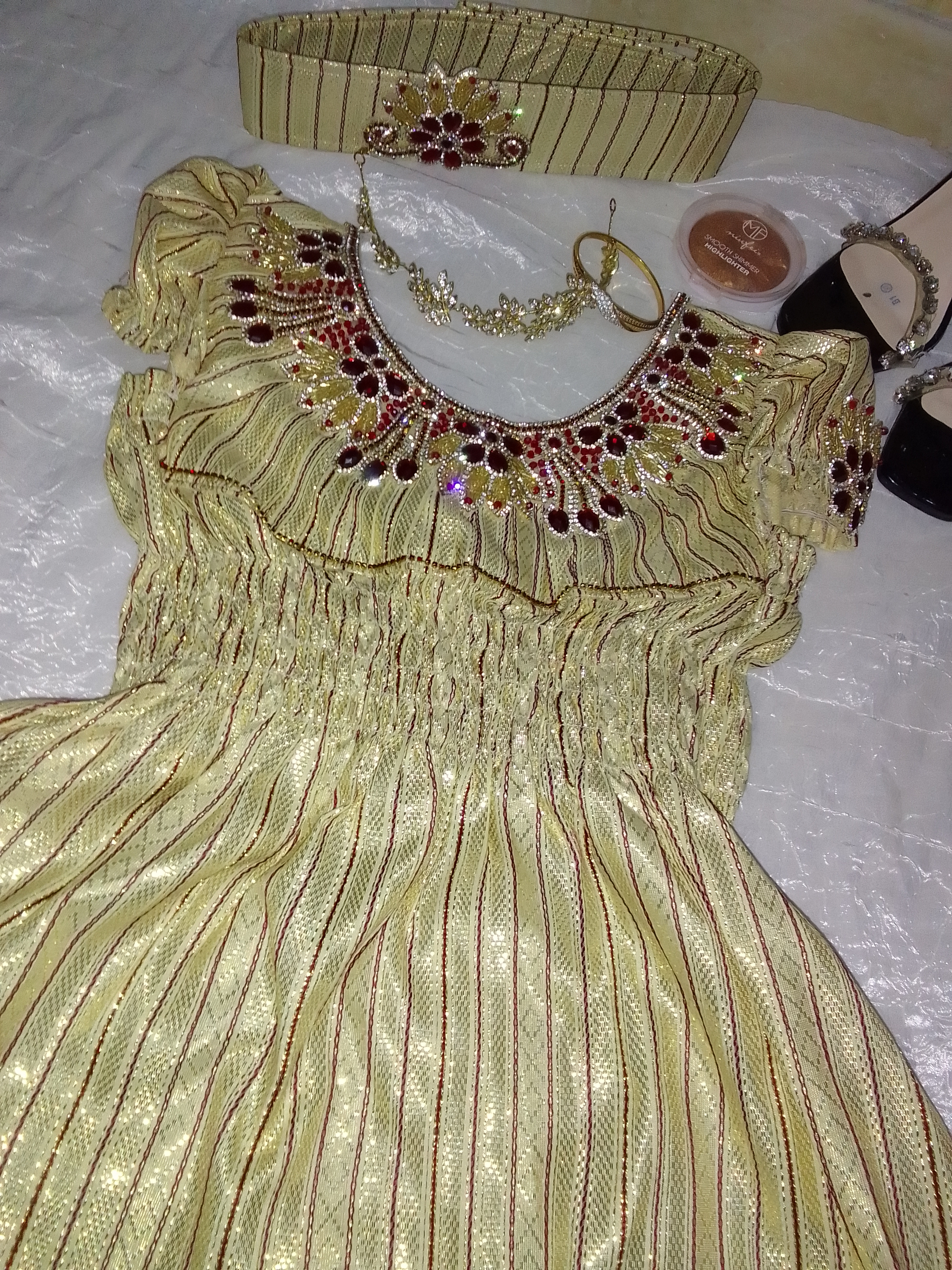
بلوزة المنسوج التلمسانية نوع من أنواع البلوزة التلمسانية

البلوزة التلمسانية، أو ما تعرف أيضاً بـ "بلوزة سيدي بومدين"، هي لباس تقليدي جزائري من منطقة تلمسان . كانت التلمسانيات يرتدينها تحت القفطان في الماضي. انتشرت البلوزة التلمسانية في مناطق الغرب الجزائري، وبعد هجرة التلمسانيين إلى مدينة وهران قاموا بإضافة تعديلات عليها و عصرنتها ليصبح اسمها "البلوزة الوهرانية"[بحاجة لمصدر]. كما أنها منتشرة أيضا في الشرق المغربي بحكم الجوار و الحدود خاصة في مدينة وجدة.و قد تم تسجيلها في منظمة اليونيسكو العالمية منذ 2012.
وتشتهر تلمسان بالبلوزة، ويوجد فيها أكثر من عشرين نوعا، لعل من أبرزها وأغربها بلوزة الجنائز التي يسميها التلمسانيون بلوزة “الوأر” أو “الوقر”، وهي بلوزة تختلف عن باقي البلوزات من حيث نوع القماش والرسومات والألوان، ولا تتخلى عنها نساء الحاضرة في الجنائز.
هذا، إضافة إلى أنواع أخرى من البلوزة، كتلك التي تلبس مع طبق البرانية التلمساني وبلوزة الهوى وبلوزة المنسوج التي تصنع بحرير المنسوج الخاص، وبلوزة “العئيء” أو “العقيق”، وبلوزة الزعيم وبلوزة الصماء.

## أهمية البلوزة التلمسانية:
- لباس تقليدي: تمثل البلوزة التلمسانية جزءًا هامًا من التراث الثقافي الجزائري، خاصة في منطقة الغرب عموما و تلمسان خصوصا.
- رمز للهوية: تُعتبر البلوزة الوهرانية، والتي تعتبر نوعا مطورا من البلوزة التلمسانية، رمزًا للهوية الثقافية للمرأة الجزائرية في المنطقة.
- مصدر إلهام: تُعتبر البلوزة التلمسانية مصدر إلهام للعديد من الألبسة العصرية، حيث أنها تعتبر من قطع الشدة التلمسانية وشدة الجص التلمسانية و حتى بعض أنواع الشدة المستغانمية.

## أنواع البلوزة التلمسانية:
- بلوزة المنسوج: مصنوعة من قماش منسوج وهو قماش تلمسان الأصيل ولا نجده إلا في هذه المدينة العريقة و يصنع من خيوط ذهبية و فضية.[2]
- بلوزة الزعيم: مزينة برسومات خاصة مثل خامسات، طاووس، ورود، و أحجار كريمة.[بحاجة لمصدر]
- بلوزة القضيفة أو القطيفة: مصنوعة من قماش القضيفة ( القطيفة ).[بحاجة لمصدر]
- بلوزة الفينة: مصنوعة من قماش الفينة (التول).[بحاجة لمصدر]

## مناطق انتشار البلوزة التلمسانية:
- الغرب الجزائري: انتشرت البلوزة التلمسانية في مناطق الغرب الجزائري، بما في ذلك وهران[بحاجة لمصدر].
- المغرب: انتشرت أيضاً في المناطق الشرقية للمغرب، خاصة في مدينة وجدة بحكم الجوار